# Церковь объединения

Символ Церкви объединения

«Це́рковь объедине́ния» (кор. 통일교, 統一敎, Тхонильгё; англ. Unification Church) — религиозная организация, основанная Мун Сон Мёном в 1954 году в Сеуле (Южная Корея). В течение следующих нескольких десятилетий Церковь объединения распространилась во многих странах мира и на данный момент имеет от пяти до семи миллионов последователей.

## Общая характеристика
Полное наименование — Ассоциация Святого Духа за объединение мирового христианства. Обиходные названия последователей — муни́ты или муни́сты (англ. Moonie). Церковь объединения почитает Библию, Коран и другие писания как священные книги — учебники и исторические документы по откровению Бога, по которому изучают истину.  Основной добродетелью в церкви признается целомудрие до брака и верность в браке. Верующие церкви отказываются от курения, злоупотребления наркотическими веществами и алкоголем.

## Движение объединения

###### Основная статья:Движение объединения
Следует отличать «Церковь объединения», деятельность которой носит религиозный и миссионерский характер, от понятия «Движение объединения», включающего не исполняющие религиозных или прозелитических целей учреждения культуры, просветительские объединения, образовательные учреждения, неправительственные организации и коммерческие предприятия.

## Вероучение
Доктрина Церкви объединения в значительной мере синкретична и включает в себя комбинацию элементов христианства и ряда восточных религий. Церковь объединения поддерживает веру в то, что духи умерших предков оказывают влияние на жизнь потомков через помощь, защиту или, наоборот, создание жизненных трудностей и появление болезней. На учение церкви повлияли так же положения учения Ким Бек Муна и сильный элемент мессианства, присутствующий в корейском священном тексте XV века "Чун Кам Нок" (англ. Chung Kam Nok), в котором утверждается, что Мессия придёт из Кореи.

### Божественный принцип

###### Основная статья:Божественный принцип
Источником доктрины Церкви объединения служит свод писаний, фундаментальной частью которого является Божественный принцип. Этот документ воспринимается как откровение, предоставленное Мун Сон Мёну. В его структуре — интерпретации текстов Ветхого и Нового Заветов с влиянием элементов буддизма и конфуцианства.

### Учение о Боге
Понятие о Боге страдающем является центральным в вероучении Церкви объединения. Бог изображается как существо, сотворившее мир по нескольким универсальным принципам. Структура творения состоит из положительных (мужских) и отрицательных (женских) элементов, которые стремятся к единству и объединяются в более крупные блоки и далее в ещё большее целое, а также внутренних (душа, сознание) и внешний (тело, внешняя форма), которые взаимодействуют друг с другом и стремятся к единству. В соответствии с Божественным принципом Бог — создатель и родитель — создал Вселенную и человека для того, чтобы воплотить идеал любви. В Боге есть мужское и женское начало, поэтому идеал Бога достигается через единство мужчин и женщин, следовательно бракосочетание является одной из главных целей жизни человека. Согласно учению, в современном мире Бог — страдающее существо из-за того, что люди разрушили идеал любви. Согласно доктрине церкви Бог — спаситель, который пытается восстановить идеал любви посредством родословия Бога и восстановления истинных семейных ценностей, главные из которых: гармонично развитые в любви к Богу муж и жена и их верность друг другу.
Так, в книге «Божественный принцип» Мун писал

… Эту первопричину нашего мира мы называем Бог, и Его сон-сан и хён-сан — первоначальный сон-сан (кор. «внутренняя природа») и первоначальный хён-сан (кор. «внешняя форма»)… Бог — субъект, чьи дуальные свойства ян-сон (положительность, мужское начало) и ым-сон (отрицательность, женское начало) пребывают в гармоничном единстве друг с другом.

### Учение о жизни человека
Жизнь человека в церкви рассматривается как возможность духовного роста и подготовка к будущей вечной жизни в духовном мире после физической смерти. В соответствии с Божественным принципом рождение и детство человека должны проходить при участии духовной любви Бога, как Родителя. В начальный период жизни до бракосочетания человек должен воздерживаться от сексуальных отношений (Целомудрие до брака), что называется "чистотой любви". Бракосочетание рассматривается как абсолютный замысел Бога для человека, при этом супруги должны соблюдать верность друг другу. Зачатие и рождение детей рассматривается не как личное дело супругов, но как выражение любви Бога,  благодаря чему формируется род Бога. Смерть человека представляется как переход в мир вечной любви в духовном измерении. В целом, согласно учению Церкви объединения, все что делает человек должно быть направлено на развитие у него способности любить.

### Учение о грехопадении
В соответствии с Божественным принципом происхождение зла в мире имеет своими корнями грехопадение Адама и Евы. Первые предки человечества совершили прелюбодеяние — осквернение любви и рода, поэтому от стыда прикрыли нижние части тела. Первородный грех передается по наследству через половые отношения без Благословения Бога. Согласно учению церкви, в грехопадении участвовали не только люди, но и ангел.

### Учение о спасении
Согласно доктрине церкви, поскольку грех появился из-за ошибки первых предков человечества Адама и Евы, ставших ложными прародителями, для спасения человечества нужны новые прародители - новый Адам и новая Ева, которые станут Истинными Родителями человечества. Поскольку грехопадение представляло собой порочную любовь, идущую в разрез с идеалом Бога, спасение приходит через истинную любовь между мужем и женой, основанную на любви Бога. Также "первые предки человечества посеяли семя свободного секса", а восстановление происходит через "абсолютный секс" т.е. через абсолютную верность мужа и жены в семье.

### Историософия и антропология
Согласно «Божественному принципу», история человечества делится на три ступени. Первая ступень — это «эпоха Ветхого завета», когда сложился род человеческий. Вторая ступень — «эпоха Нового завета», когда человечество развилось до сегодняшней цивилизации. И, наконец, третья ступень — «эпоха Завершённого завета» как путь человечества к окончательному осуществлению мира во всем мире путём создания «истинных семей». Эта миссия лежала перед Иисусом Христом, Мессией, который был убит и миссию которого должно взять на себя будущее поколение. Согласно изучавшему организацию британскому социологу и философу Айлин Баркер, Церковь объединения предлагает хилиазматическое вероучение, утверждающее, что может объединить все религии мира. Учение использует интерпретацию Библии в комбинации с восточными философиями.

### Роль основателя церкви

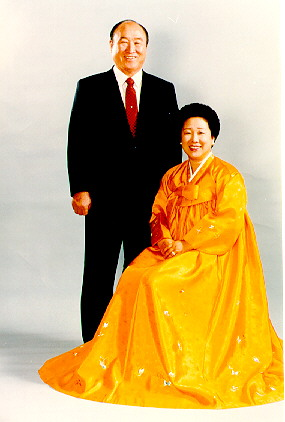
Супруги Мун Сон Мён и Хан Хакча — почитаются верующими как Истинные родители

Центральными фигурами в вероучении Церкви объединения являются Мун Сон Мён и его супруга Хан Хакча, сформировавшие доктрины вероучения. Приверженцы считают их Мессией. Сам Мун Сон Мён на вопрос, является ли он мессией, ответил: «Да, являюсь, также как и вы, и вы, и вы тоже», указав на всех присутствующих. Мун учил, что цель каждого его последователя — стать истинным сыном или дочерью Бога и достичь совершенства в истинной любви, а последователи верят, что Мун и его супруга такой цели достигли и являются образцом для подражания. Последователи Мун Сон Мёна верят, что он с супругой обладают даром рекомендовать им наилучшего партнера в браке. Этот процесс получил название «подбор пар».

### Отношение к сексуальности
Церковь объединения называет бракосочетание «поистине единственным таинством» в Церкви объединения. Члены Движения объединения рассматривают жизнь вне брака не как «положение, к которому надо стремиться или которое надо культивировать» а как период-подготовку к браку. Добрачному обету и супружеской верности уделяется особое внимание, и последователей могут учить воздерживаться от интимных отношений на небольшой промежуток времени после получения Благословения на брак, перед началом семейной жизни. В течение этого периода последователи посвящают себя служению Богу и людям в качестве создания основания для будущей семьи. Начиная с 1997 года идеи Церкви Объединения о поддержании традиционного брака как союза мужчины и женщины нашли поддержку в других деноминациях. Основные лозунги молодежного движения «за чистоту любви» (Pure Love Alliance) включали призыв к соблюдению целомудрия до брака и важность подготовки к будущему прочному браку. Движение за чистоту любви стало развиваться в Южной Корее в том же году. В России эта деятельность поддерживается внеконфессиональными общественными организациями.

## Супружество

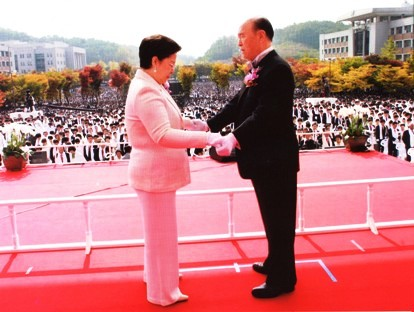
Благословение — церемония церковного венчания, Республика Корея, 2001 год

По традиции церкви церемония вступления в брак именуется «Церемония благословения». В ходе церемонии супруги, уже состоящие в браке, или молодожёны дают обет верности и обещание посвятить свой брак Богу. В церемонию входит принятие «святого вина» как символическое избавление от оков зла, окропление «святой водой» как приобщение к миру добра и произнесение клятвы супружеской верности. Зачастую такие мероприятия собирают тысячи брачующихся пар одновременно и дополняются уже состоящими в браке для обновления своих супружеских обетов. Многие из последователей церкви обращаются к основателю за рекомендацией в выборе будущего партнера. Следование ей не обязательно.
Церковь объединения учит, что акцент лишь на романтических отношениях в любви, без обязательств и ответственного отношения к партнеру ведет к беспорядочным половым связям, несовместимым парам и недееспособному обществу. Одна из таких Церемоний благословения была проведена в одном из главных конференц-залов Штаб-квартиры ООН, вызвав существенную критику. 15 мая 1961 года в Сеуле супруги Мун провели первую церемонию, в которой они благословили браки 36 пар своих последователей. Среди прочих значительных церемоний массовых бракосочетаний: 1982 г., 2000 пар: Мэдисон-Сквер-Гарден, Нью-Йорк, США; 1988 г., 6516 пар (из них 2500 корейско-японских пар): Сеул, Южная Корея; 1992 г., 300 000 пар: Олимпийский стадион (Сеул), Южная Корея; 13 000 пар: Стадион «Янки», Нью-Йорк, США.
Вместе с тем газета Чикаго Трибьюн приводит мнение профессора психиатрии Марка Галантера, который в течение 3 лет занимался изучением выборки из 305 последователей Муна и пришёл к выводу, что 95 % из них продолжают быть членами Церкви объединения, а 85 % продолжают жить с рекомендованным им Муном супругом(ой). По мнению руководителя одного из исследований доктора философии по психологии Роберта Эпштейна: «Кто бы что ни говорил о Церкви Объединения, брачный аспект в ней не есть сумасшествие. Это, кажется, действительно работает». Однако известный автор книг об истории семьи и брака Стефани Кунц считает его выводы неосновательными, обращая внимание на отсутствие у молодых людей широты выбора. 

## История
Члены Церкви объединения верят, что в 15-летнем возрасте кореец Мун Ён Мён (имя при рождении) 17 апреля 1935 года (по другим данным, 1936 года) имел видение Иисуса Христа, который дал ему поручение продолжить исполнение своей мессианской роли. Мун принял миссию и в дальнейшем сменил имя на Мун Сон Мён.
В 1945 году он вступил в общину спиритическо-харизматического толка, а в следующем году в мессианско-эзотерическую группу «Израэль Судо Вон» («Монастырь Израэль») некоего Ким Бэк Муна, где провёл шесть месяцев. В том же 1946 году Мун Сон Мён основал собственную организацию «Церковь широкого моря», которая в 1954 году была им переименована в движение «Ассоциация Святого Духа за объединение мирового христианства» (англ. Holy Spirit Association for the Unification of World Christianity, HSA-UWC). В 1954 году церковь отправила первого миссионера в Лондон, который стал основателем Церкви объединения Великобритании.
Основы учения Муна, изложенные в виде книги «Божественный принцип», были впервые опубликованы на корейском языке в 1957 году. К тому времени церковь расширилась, благодаря свидетельствованию, и открылись общины в тридцати корейских городах. В конце 1950-х годов в США и Японии появились первые проповедники учения. В 1959 году была основана штаб-квартира в США.

### 1960-е

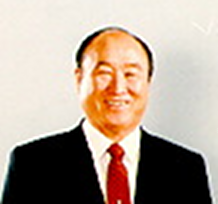
Мун Сон Мён

11 апреля 1960 года Мун Сон Мён женился на Хан Хакча, вскоре после её восемнадцатилетия по корейскому летоисчислению. 15 мая 1961 года в Сеуле супруги провели первую церемонию, в которой они благословили браки 36 пар своих последователей. Такие церемонии продолжились и получили название «Благословение».
18 сентября 1961 года Ассоциация Святого Духа за объединение мирового христианства была зарегистрирована в США. 4 октября 1963 года Мун Сон Мён и его последователи зарегистрировали в корейском правительстве Ассоциацию Святого Духа за объединение мирового христианства (Церковь объединения). А 15 июля 1964 года была получена регистрация церкви в Японии.
28 января 1965 года Мун Сон Мён отправился в первое мировое турне по 120 городам, начиная с Токио. В ходе турне, которое завершилось 31 декабря 1965 года, во время спиритического сеанса американский медиум Артур Форд сообщил Мун Сон Мёну, что тому «суждено стать глобальным духовным лидером». 
В 1960-х годах началось распространение церкви в Европу. Были открыты церкви в Норвегии, Ирландии, Великобритании. 1 мая 1966 года вышло второе издание труда «Божественный принцип», в котором излагаются принципы учения Мун Сон Мёна.

### 1970-е
В 1971 году Мун перенёс центр деятельности «Церкви объединения» из Кореи в США, где была основана Церковь объединения США, и где он совершал турне по штатам с публичными проповедями.
В 1972 году близ Тарритауна (штат Нью-Йорк) Церковь объединения приобрела под учебный центр земельный участок стоимостью 85 000 долларов. Дополнительно Мун Сон Мён купил земельный участок за 620 000 долларов, где 10 октября открылась его резиденция, ставшая так же первым местом для проведения богослужений.
С 1 октября 1973 года до 30 января 1974 года Мун Сон Мён провёл турне по 21 городу Америки, выступая в каждом городе три вечера подряд. По окончании турне, 1 февраля 1974 года Президент США Ричард Никсон принял Муна в Овальном кабинете.   
В 1973 году вышло первое издание Божественного Принципа на английском языке. В мае 1975 года проповедники учения отправились в 120 стран мира.
В 1975 году Мун Сон Мён провёл демонстрацию с участием 1,2 млн человек на острове Йойдо реки Ханган в Сеуле, Южная Корея, с призывом к сплочению нации Южной Кореи перед лицом возможной коммунистической угрозы. В том же году он провел мирный митинг с участием 300 000 человек у Монумента Вашингтону, где провозгласил, что хочет навести мосты с Советским Союзом и провести там следующее глобальное публичное мероприятие.
В 1976 году 40-этажное здание в стиле арт-деко и один из первых небоскрёбов в мире под названием Нью-Йоркер (отель) становится штаб-квартирой Церкви объединения.
В 1977 году «Церковь объединения» выиграла судебный процесс в Сан-Франциско против родителей некоторых членов организации, достигших совершеннолетия. Родители обвиняли Церковь объединения в промывании мозгов и старались любыми способами удержать своих детей от возвращения к Муну, включая обращение к услугам депрограмматоров. Суд встал на сторону Церкви объединения, поскольку посчитал, что данные действия родителей членов организации нарушают свободу вероисповедания и суду не были предоставлены твёрдые доказательства того, что те не могут позаботиться о себе сами.

### 1980-е
В 1981 году в Великобритании Церковь объединения проиграла громкий судебный процесс по обвинению газеты Daily Mail в клевете. Газета опубликовала итоги расследования, согласно которому Церковь объединения пагубно влияет на семьи и применяет к своим членам методы «промывки мозгов». Суд постановил президенту Церкви объединения в Великобритании Деннису Орми выплатить газете рекордный штраф за клевету — £ 750 000. В 1983 году газета получила специальную журналистскую премию British Press Award за «безжалостную кампанию против Церкви объединения».

### 1990-е
С начала 1990-х годов «Церковь объединения» начала осуществлять деятельность в России и странах бывшего СССР. В 1992 году была зарегистрирована Церковь объединения России. В 90-х годах заработало отделение Церкви объединения Казахстана и Кыргызстана.  
В 1994 году Мун Сон Мён и Хан Хакча объявили, что эпоха церквей исторически подходит к концу и должна начаться эпоха, сосредоточенная на семьях, глубоко почитающих Бога. Поэтому основная роль в Движении объединения была передана Федерации семей за объединение и мир во всем мире.
В 1996 году «Церковь объединения» провела акцию, во время которой собрала 3500 подписей против порнографии. По словам её представителя, «порнография делает любовь временной и преходящей, тогда как чистая любовь выходит за рамки половых связей».

### 2000-е
В 2006 году религиовед Джон Гордон Мелтон в статье газеты Нью-Йорк Таймс поставил Церковь объединения, наряду с сайентологией, Церковью вселенской и торжествующей, группами Нью-эйдж и Универсальной церковью жизни, в число имеющих успех в США новых религиозных движений.
В 2009 году действующий президент Церкви объединения Мун Хёнъджин встречался с Далай-ламой.
В 2009 году на церемонии благословения для 7000 пар присутствовал вице-спикер парламента Республики Корея и дочь покойного президента Пак Чон Хи, являющаяся членом парламента. Она сказала, что церемония выходит за рамки религий и что «ей нравится то, как Церковь объединения даёт толкование Библии, которое вбирает в себя Коран и буддийские писания».

### 2010-е
В 2011 году гарвардский выпускник теологии и международный президент Церкви объединения Мун Хёнъджин выступил в парламенте Великобритании по приглашению одного из членов парламента Великобритании.
В 2011 году «Церковь объединения» получила награду за достижения от правительства Тайваня.
3 сентября 2012 года преп. Мун Сон Мён умер в возрасте 93 лет вследствие перенесенной пневмонии.
Глава КНДР Ким Чен Ын возложил венок в конференц-зале «Мансудэ» Верховного народного собрания КНДР и посмертно вручил Мун Сон Мёну национальную награду за «патриотические заслуги перед страной в делах по достижению мирного воссоединения страны и всеобщего процветания нации». Для участия в награждении в Пхеньяне  южнокорейскую делегацию возглавлял младший сын Мун Хёнг Джин.

### 2020-е
После ухода из жизни Муна Сон Мёна, его супруга Хан Хакча приобрела статус единственного руководителя и лидера его наследия. Она предприняла ряд шагов, направленных на изменения в организационной структуре церкви, определение первоочередных целей и установление направлений деятельности в критический период после ухода её супруга, основателя и долголетнего руководителя Муна Сон Мёна. В это же время она предприняла меры для укрепления позиции церкви в общественном пространстве Кореи и других стран, где церковь имела значительное влияние. Несмотря на неудачную попытку избежать раскола — два сына сохранили структуры, которые ранее находились под руководством их отца – преобладающая часть Церкви Объединения и различные общественные организации, созданные Муном, остались верными Церкви объединения. Они признали Хан Хакча как преемницу Мун Сон Мёна и нового лидера церкви.

## Обряды и праздники

Верующие Церкви объединения России отмечают День Бога, Санкт-Петербург

Последователи церкви используют «святую соль» для символического очищения жилых помещений от злого влияния. Также в Церкви объединения принят обряды «посвящения ребёнка Богу» (на 8-й день после рождения). Особо отмечаются праздники — «День Бога» (приурочен к Новому году), а также отмечаемые по лунному календарю, «День родителей» (март-апрель), «День детей» (ноябрь), «День всего сущего» (июнь). Молитвенные собрания проходят по воскресеньям, включая в себя пение религиозных гимнов, чтение Библии наряду с Божественным принципом и другими произведениями Мун Сон Мёна и проповедь. Церемония похорон в церкви носит название сонхва.

## Распространённость в мире
Точное количество членов организации в мире неизвестно. На 1995 год, по данным самой «Церкви объединения», количество членов в США составляло 50 тысяч, во всём мире — 3 миллиона. Вместе с тем, в 1982 году исследователями численность членов Церкви объединения оценивалась также в 3 миллиона человек, из которых (данные 1977 года): 650 тысяч — в Республике Корее, 50 тысяч — в Японии и 50 тысяч — в США. В 1983 году указывалась цифра — от 300 тысяч до 3 миллионов человек по всему миру. Так, канадские учёные-супруги, профессора Калгарского университета (англ. University of Calgary) — религиовед и антрополог Ирвинг Хексхэм (англ. Irving Hexham) и историк и антрополог Карла Поув (англ. Karla Poewe) в своей монографии «Новые религии как глобальные культуры» (англ. New religions as global cultures), изданной в 1997 году, отмечают, что в США «Церковь объединения», несмотря на частое внимание СМИ, имеет не более 7-8 тысяч верующих.
Мун Хёнъджин, бывший международным президентом Церкви объединения, 24 марта 2012 года предполагал, что численность последователей по всему миру составляла 5-7 миллионов.
Согласно журналу Тайм, Церковь объединения стала первым глобальным выражением зарождающейся корейской культуры.

## Критика и апологетика
Церковь объединения является одним из известных и в то же время вызывающих противодействие новых религиозных движений.

### Антикоммунизм и СССР
В СССР Церковь объединения считалась опасной антикоммунистической организацией. Например, И.Р. Григулевич писал в 1983 году: «Что представляет собой учение Муна? Это — эклектическое соединение элементов ортодоксального христианства (католицизм), пятидесятничества и иеговизма, сдобренное выдумками самого Муна. Всё это замешано на зоологическом (махровом) антикоммунизме и тоталитаризме...». Также И.Р. Григулевич отмечал связь Муна с ультраправыми организациями в США и других странах. Советский религиовед Е.Г. Балагушкин относил Церковь объединения к сектам, для которых свойственен религиозный радикализм с ультраправой милитаристской идеологией, основная цель которой — борьба против мирового коммунизма, который понимается как «сатана», через развязывание третьей мировой войны.

### Толерантность и антисектантство
В ряде документов органов государственной и судебной власти Российской Федерации, Франции, Германии, Киргизии в некоторых энциклопедиях, трудах ряда исследователей, а также активистов антисектантского движения и оппозиции культам Церковь объединения причисляется к деструктивным и тоталитарным сектам. В 2001 году Администрация Нижнего Новгорода распространила заявление, со списком названий религиозных объединений, действующих в городе, с которыми не рекомендует сотрудничать независимо от факта их регистрации. В число этих организаций была отнесена церковь. По мнению бывшего члена организации, священника Русской Православной Церкви Л.Е. Семёнова, Церковь объединения является сектой. По мнению Ф.В. Кондратьева и Е.Н. Волкова — деструктивным культом. В 1984 году Европейский парламент призывал оповестить правительства, чтобы не предоставлять Церкви объединения особых статусов и не давать привилегий.
Религиовед С.И. Иваненко и ряд других специалистов в области религиоведения оспаривают причисление Церкви объединения к сектам, а также использование термина "секта" как такового, поскольку он не определен и не закреплен в законодательстве большинства стран и является более конфессионально ориентированным и эмоционально окрашенным. В изданиях 2000-х годов федерального проекта "Культура России" Церковь объединения сектой не именуется.

### Новизна и неприятие
Айлин Баркер в своей статье в газете Гардиан писала: «Широкая общественность оставалась в значительной степени неосведомлённой о разнице, будучи информированной самими же СМИ, ориентированными на сенсации и овеянными растущим числом так называемых антисектантских движений, которые вначале зарождались как собрания заинтересованных родственников и позже переросших в мощные лоббистские группы, которые собирали все тревожные истории о каждом движении, а затем обобщали их в нечто общепринятое о том, „чем же занимаются все культы“, — забывая при этом о том, что все эти случаи можно было так же легко найти во всех основных религиях». Согласно Korea Times критика и травля по отношению к членам Церкви объединения часто была безжалостной не потому, что их вероучение и заявления были сколько-нибудь смехотворным по сравнению с традиционными религиозными представлениями, а потому, что они были новшеством.

### Традиционная семья и ЛГБТ
Вызывая лавину критики у ЛГБТ сообщества, церковь придерживается ценностей брака как союза исключительно мужчины и женщины. Церковь объединения не дает своего благословения на однополые браки, считая, что половые связи при мужеложстве являются противоестественными. Мун Сон Мён подчеркивал схожесть между взглядами Церкви объединения по поводу гетеросексуальности и евангельским христианством, «добиваясь понимания у консервативных христиан в этой стране за последние несколько лет путём подчеркивания общих целей, таких как поддержка сексуального воздержания вне брака, противостояние гомосексуальности».

### Научные издания

#### на английском языке
- Biermans, J. 1986, The Odyssey of New Religious Movements, Persecution, Struggle, Legitimation: A Case Study of the Unification Church Lewiston, New York and Queenston, Ontario: The Edwin Melton Press ISBN 0-88946-710-2
- Breen, Michael (1997). Sun Myung Moon: The Early Years, 1920—1953. Hurstpierpoint, West Sussex: Refuge Books
- Durst, Mose. 1984. To bigotry, no sanction: Reverend Sun Myung Moon and the Unification Church. Chicago: Regnery Gateway. ISBN 978-0-89526-609-5
- Fichter, Joseph Henry. 1985. The holy family of father Moon. Kansas City, Mo: Leaven Press. ISBN 978-0-934134-13-2
- Ford, Arthur (1968). Unknown But Known: My Adventure into the Meditative Dimension. New York: Harper and Row.
- Gullery, Jonathan. 1986. The Path of a pioneer: the early days of Reverend Sun Myung Moon and the Unification Church. New York: HSA Publications. ISBN 978-0-910621-50-2
- Hickey, Patrick 2009, Tahoe Boy: A journey back home. John, Maryland: Seven Locks Press. ISBN 978-0982229361
- Introvigne, M., 2000, The Unification Church, Signature Books, ISBN 1-56085-145-7
- Introvigne, Massimo. Brainwashing: Reality Or Myth?. N.p.: Cambridge University Press, 2022.
- Judah, J. S., ed. M. Mickler, Introduction to the History and Beliefs of the Unification Church.” In The Unification Church in America: A Bibliography and Research Guide (1987) 3–30.New York: Garland
- Kim, Young Oon, 1980, Unification Theology, Barrytown, NY: Unification Theological Seminary, LCCN 80-52872
- Mickler, Michael L. (1980). ‘A History of the Unification Church in the Bay Area: 1960-74’. M.A. Thesis, Graduate Theological Union, Berkeley CA.
- Mickler, Michael L.. (2023) The Unification Church Movement. N.p.: Cambridge University Press.
- Pokorny Lukas and Franz Winter, eds. Handbook of East Asian New Religious Movements (2018) Leiden and Boston: Brill, 321–342
- Pokorny, Lukas. ”Kingdom-Building” through Global Diplomatic and Interfaith Agency: The Universal Peace Federation (UPF) and Unificationist Millenarianism (2022)           Department of Religious Studies, University of Vienna
- Sherwood, Carlton. 1991. Inquisition: The Persecution and Prosecution of the Reverend Sun Myung Moon. Washington, D.C.: Regnery Gateway. ISBN 978-0-89526-532-6
- Sontag, Frederick. 1977. Sun Myung Moon and the Unification Church, Abingdon Press. ISBN 0-687-40622-6
- Spurgin, Hugh. Passion and Grit: A Spiritual Odyssey. N.p.: Circles of Angels Publications, 2023.
- Ward, Thomas J. 2006, March to Moscow: the role of the Reverend Sun Myung Moon in the collapse of communism. St. Paul, Minn: Paragon House. ISBN 978-1-885118-16-5
- Yongbok, Y. and Massimo Introvigne, Problems in Researching Korean New Religions: A Case Study of Daesoon Jinrihoe (2018) Journal of CESNUR 2, no. 5 (September–October 2018): 84–107
- Barker, Eileen. The Making of a Moonie: Choice Or Brainwashing?. Великобритания: B. Blackwell, 1984.

#### на русском языке
- Артемьев А.И., Колчигин С.Ю., Цепкова И.Б. «Философия и история религии. Религии в Казахстане, Хрестоматия» // Алматы, ТОО "Антей" — 2002. — C. 439. — 504 с. ISBN 5-7090-0359-X
- Артемьев А.И. «Религиеведение: основы общего религиеведения, история религий, религии в Казахстане» // Алматы, Издательство "Бестау" — 2011. — C.338. — 380 c. ISBN 978-601-281-025-7
- Кантеров Игорь. Новые религиозные движения в России (религиоведческий анализ). — М., 2006. — 472 с.
- Элбакян Е.С. «Энциклопедия религий» // Москва, Академический проект — 2008. — C.1401. — 1520 c. ISBN 978-5-8291-1084-0, 978-5-98426-067-1
- Егоров, В.А. «Многообразие религиозных форм современной России» // Санкт-Петербург, Издательство Русской христианской гуманитарной академии, — 2022. —C.162. — 248 c. ISBN 978-5-907505-70-4
- Забияко А.П., Красников А.Н., Элбакян Е.С. «Религиоведение - энциклопедический словарь» // Москва, Академический проект, — 2006. — C.1174. — 1256 c. ISBN 5-8291-0756-2
- Прусак М.М., Борщев В.В. «Религиозные объединения Российской Федерации, Аналитическое управление Аппарата Совета Федерации Федерального Собрания Российской Федерации» // Москва, Издательство "Республика", — 1996. — C. 146. — 271 c. ISBN 978-5-250-02609-5
- Статистика религиозных организаций (2006 г.). // Свобода совести в россии: исторический и современный аспекты. Выпуск 6. Сборник статей. — М. — СПб.: Российское объединение исследователей религии. 2008
- Фишер М.П. «Живые религии» // Москва, Издательство "Республика", — 1997. — C. 313. — 368. ISBN 5-250-02654-0
- Элбакян Е. С. Новые религии западного происхождения в современной России: общие характеристики и специфические черты // Новые религии в России: двадцать лет спустя. Материалы Международной научно-практической конференции. Москва, Центральный дом журналиста, 14 декабря 2012 7. — М., 2013.
- Беспаленко П. Н., Римский В. П. Политико-идеологические и социокультурные основания типологии нетрадиционных религий // Известия Тульского государственного университета. Гуманитарные науки. — Тула: Тульский государственный университет, 2009. — № 1. — С. 3—13.
- Головушкин Д. А. Церковь Объединения // Религии мира: словарь-справочник / Под ред. А. Ю. Григоренко. — СПб.: Питер, 2009. — С. 382—383. — 400 с. — 4000 экз. — ISBN 978-5-388-00466-6.
- Жуков А. В. Церковь объединения: вероучение, идеология и практика / автореферат дис. … кандидата философских наук : 09.00.06. — СПб.: Рос. гос. пед. ун-т им. А. И. Герцена, 1995. — 18 с.
- Жуков А. В. Путь к истине или „промывание мозгов“. Момент духовной трансформации в Церкви объединения // депонировано в ИНИОН РАН, № 49300. — 01.06.1994. — 11 с.
- Жуков А. В. Новое откровение Церкви объединения // депонировано в ИНИОН РАН, № 49301. — 01.06.1994. — 11 с.
- Жуков А. В. СМИ и тоталитарные секты: формирование общественного мнения на примере деятельности Церкви объединения // Социологическое обеспечение деятельности СМИ: Материалы межвузовского научно-практического семинара / Под ред. С. Г. Корконосенко. — СПб.: Факультет журналистики СПбГУ, 1995.
- Жуковец О. Ю. Новые религиозные движения в России: Саентологическая церковь, Церковь объединения, Российское общество сознания Кришны // Культура и Религия. — 2012. — № 1(05). — С. 1—19.
- Церковь объединения / Куропаткина О. В. // Хвойка — Шервинский [Электронный ресурс]. — 2017. — С. 315. — (Большая российская энциклопедия : [в 35 т.] / гл. ред. Ю. С. Осипов ; 2004—2017, т. 34). — ISBN 978-5-85270-372-9.
- Кутузова Н. А. Религиозный радикализм и альтернативные социальные проекты // Религия и общество — 3: актуальные проблемы современного религиоведения: сб. науч. трудов / под общ. ред. В. В. Старостенко, О. В. Дьяченко. — Могилёв: УО “МГУ имени А. А. Кулешова”, 2008. — С. 164—167.
- Мартинович В. А. 3.4 Состояние нетрадиционной религиозности в современной Беларуси: типология, динамика распространения, деструктивный характер // Безопасность Беларуси в гуманитарной сфере: социокультурные и духовно-нравственные проблемы / О. А. Павловская [и др.]; под ред. О. А. Павловской; Нац. акад. наук Беларуси Ин-т философии. — Мн.: Беларус. навука, 2010. — С. 295—310. — 519 с. — ISBN 978-985-08-1172-1.
- Религиозные организации // Россия. Электронный энциклопедический словарь. — М.: Энциклопедия.
- Тимощук А. С., Федотова И. Н., Шавкунов И. В. § 12. Церковь Объединения // Введение в религиоведение: Учеб. пособие. — Владимир: ВЮИ ФСИН России, 2011. — С. 139—141. — 153 с. — 500 экз.

#### на других языках
- Филипович Л. О. Церква об'єднання (Церква уніфікації) // Історія релігії в Україні: Навчальний посібник / Отв. ред.: A. M. Колодний, П. Л. Яроцький. — К.: Т-во "Знання", КОО, 1999. — С. 643—644. — 735 с. — (Вища освіта XXI століття). — ISBN 966-7293-71-8.
- 反証櫻井義秀・中西尋子著『統一教会』, 魚谷俊輔／著 . 出版社名. 世界日報社. ページ数	７９５ｐ. 発売日	2024年12月. ISBN 978-4-88201-102-6

### Аффилированые
- Divine Principle Translation Committee (1996). Exposition of the Divine Principle. New York: HSA-UWC.
- Eu, Hyo Won. Divine Principle. New York: Holy Spirit Association for the Unification of World Christianity, 1973.
- Exposition of the Divine Principle. New York: Holy Spirit Association for the Unification of World Christianity, 1996
- Family Federation for World Peace and Unification (2002). ‘A Cloud of Witnesses: The Saints’ Testimonies to True Parents’. URL: http://www.ffwpu.org.uk Accessed 10 November 2002.
- Holy Spirit Association for the Unification of World Christianity (1985). The Tradition. New York: Rose of Sharon Press.
- Holy Spirit Association for the Unification of World Christianity. Exposition of Divine Principle. New York: HSA-UWC, 1996.
- Kim, Won Pil. The Path of a Pioneer: The Early Days of Reverend Sun Myung Moon and the Unification Church. London: HSA-UWC, 1986.
- Kim, Young Oon (1963). The Divine Principles. (San Francisco: HSA-UWC).
- Kim, Young Oon (1973). Unification Thought. New York: Unification Thought Institute, 1973.
- Kim, Young Oon (1975). Unification Theology and Christian Thought, Golden Gate. (ISBN 99950-0-357-0)
- Kim, Young Oon. (1980) Unification Theology. New York: HSA-UWC.
- Moon, Sun Myung, 2009, As a Peace-Loving Global Citizen. Gimm-Young Publishers ISBN 0-7166-0299-7
- Moon, Sun Myung. Ch’eongnyeon-e Kalgil [The Way of Young People]. Seoul: Holy Spirit Association for the Unification of World Christianity, 1991.
- Moon, Sun Myung. Ch’ukbok-gwa Isang Kajan [Blessing and Ideal Family]. Prepared by the Family Federation for World Peace and Unification. Seoul: Seong Hwa Press, 1998.
- Moon, Sun Myung. Cheon Seong Gyeong. Prepared by the Family Federation for World Peace and Unification. Seoul: Seong Hwa Press, 2005.
- Moon, Sun Myung. Ddeut Gil [The Way of God’s Will]. Prepared by the Family Federation for
- Moon, Sun Myung. God’s Will and the World. New York: Holy Spirit Association for the Unification of World Christianity, 1980.
- Moon, Sun Myung. Hananim-ui Ddeut-gwa Segye [God’s Will and the World]. Prepared by the Family Federation for World Peace and Unification. Seoul: Seong Hwa Press, 1990.
- Moon, Sun Myung. Jisang Saenghwal-gwa Yoenggye [Earthly Life and the Spirit World]. 2 vols. Seoul: Holy Spirit Association for the Unification of World Christianity, 2000.
- Moon, Sun Myung. Moon Sun Myung Seonsaeng Malseum Seonjip [Sermons of the Reverend Sun Myung Moon]. 400+ volumes. Seoul: Seong Hwa Press, 1984.
- Moon, Sun Myung. Nam Bok Tongil [The Way of Unification of North and South Korea]. Seoul: Holy Spirit Association for the Unification of World Christianity, 1988.
- Moon, Sun Myung. Prayers: A Lifetime of Conversation with Our Heavenly Father. New York: HSA-UWC, 2000.
- Pobanz, Kerry, The Spirit-Person and the Spirit-World: An Otherdimensional Primer, (HSA Publications, 2001)
- Wells, Jonathan (1997). ‘Theological Witch-Hunt: The NCC Critique of the Unification Church’. Journal of Unification Studies. Vol. 1, pp. 23–39.
- World Peace and Unification. Seoul: Seong Hwa Press, 1997.
- Божественный принцип. Ассоциация святого духа за объединение мирового христианства. — 1997. — 450 с

### Конфессиональные
- Глава 7. «Движение объединения» Сан Мен Муна (из книги А. Л. Дворкина «Сектоведение. Тоталитарные секты. Опыт систематического исследования.» — Нижний Новгород.: Христианская библиотека, 2006. — 816 с. ISBN 5-88213-050-6
- Томас Гандоу. Империя «преподобного» Муна/Пер. с нем. — М.: Центр священномученика Иринея Лионского, 1995. — 144 с. (М.: Клин: Изд-во Братства Святителя Тихона, 1995) копия 1, копия 2
- Архимандрит Августин (Никитин) Многие придут под именем моим…". Сан Мен Мун и «Церковь объединения» (недоступная ссылка) — М.: Шандал, 2001—208 с. — (Серия: Сумрачные пути) ISBN 5-93925-015-7 (глава 4) (отрывки из книги)

### Аффилированные
- Официальный сайт Церкви Объединения в России
- Сайт Церкви Объединения на Украине.
- Жизнь, учение, семья и достижения преп. Муна (на англ. яз.)
- Отрывки из автобиографии основателя Церкви Объединения Мун Сон Мёна
- Интервью с Международным президентом Церкви Объединения Мун Хёнг Джином

### Критика
- «Технологии изменения сознания в деструктивных культах» Глава 22. Рассказ бывшего члена
- «ЦЕРКОВЬ ОБЪЕДИНЕНИЯ» (ЦЕРКОВЬ МУНА) материалы сайта «Украина сектантская»
- «Церковь Объединения» (секта Муна) на сайте Всеукраинского апологетического Центра во имя святителя Иоанна Златоуста
- Церковь Объединения на сайте Центра апологетических исследований